# Geotrapping
Geotrapping (Geo - геогеографічна, trap - пастка) — це служба, яка дозволяє збирати та аналізувати дані про групу користувачів смартфонів і планшетів, які перебувають у певний час у певному місці. Геотреппінг використовує функцію геолокації і полягає в ізоляції групи користувачів на основі їх розташування в просторі та часі. Це дозволяє таргетувати оголошення на основі місцезнаходження користувача в минулому. Повідомлення може транслюватися на основі свого минулого розташування, якщо раніше використовувались програми, що відображали рекламу.
Цей сервіс використовується в мобільному маркетингу, створеним Selectivv в серпні 2015 року [1] і зареєстровано як товарний знак Європейського Союзу з питань інтелектуальної власності (EUIPO) від 16 червня 2018 року [2]
Геотрепінг та геолокація (Geotrapping and geolocation)
Геолокація — це загальна інформаційна концепція, що означає розташування та процес визначення географічного розташування фізичних об'єктів або людей у просторі, найчастіше використовуючи GPS або IP-адресу пристрою. Місцеположення зазвичай визначається географічними координатами, а також іншими типами адресних даних (поштовий індекс, місто, вулиця та номер будинку). Послуга геотрепінгу використовує функціональність геолокації мобільних пристроїв, щоб досягти правильних одержувачів мобільної реклами у певному місці та час.
Геотаргетинг та геотрепінг (Geotrapping and geotargeting)
Геотаргетинг — це спосіб досягнення цільової групи, визначаючи місце розташування (абсолютне, на основі координат). У маркетингу геотаргетинг  дозволяє транслювати повідомлення, наприклад, рекламу, у певній області, тобто охопити людей, які перебувають у певній країні, регіоні, місті або будь-якому вільно визначеному місці в просторі. З іншого боку, геотрепінг дозволяє рекламному повідомленню досягти цільової групи, яка перебувала у певному місці в минулому, тобто використовуючи її історичне розташування та незалежно від поточного розташування цих користувачів.
Приклади використання послуги геотрепінгу в мобільних кампаніях:
- Аналіз учасників фестивалю Open'er 2017 [3]

- Кампанія адресована до іноземних паломників, які відвідали Польщу під час Всесвітніх Днів Молоді. Можна було відокремити людей, які перебувають у період WYD в Кракові та мають іноземних операторів мобільного зв'язку на смартфонах [4]

- Кампанія лікарського препарату під час піку сезону грипу спрямована на людей, які перебували у сотнях амбулаторіях по всій Польщі

- Кампанія адресована до людей, які нещодавно відвідали один з магазинів конкурентів побутової техніки.